# 馬什皮 (麻薩諸塞州)
馬什皮（英語：Mashpee）是一個位於美國麻薩諸塞州巴恩斯特布爾縣的鎮。

## 人口
根據2020年美國人口普查的數據，馬什皮的面積為70.50平方千米，當中陸地面積為60.60平方千米，而水域面積為3.90平方千米。當地共有人口15060人，而人口密度為每平方千米214人。